# Bisbat de Belley-Ars

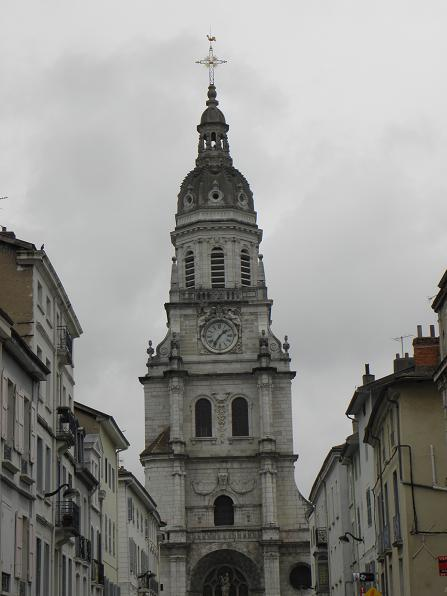
La cocatedral de Nostra Senyora a Bourg-en-Bresse.

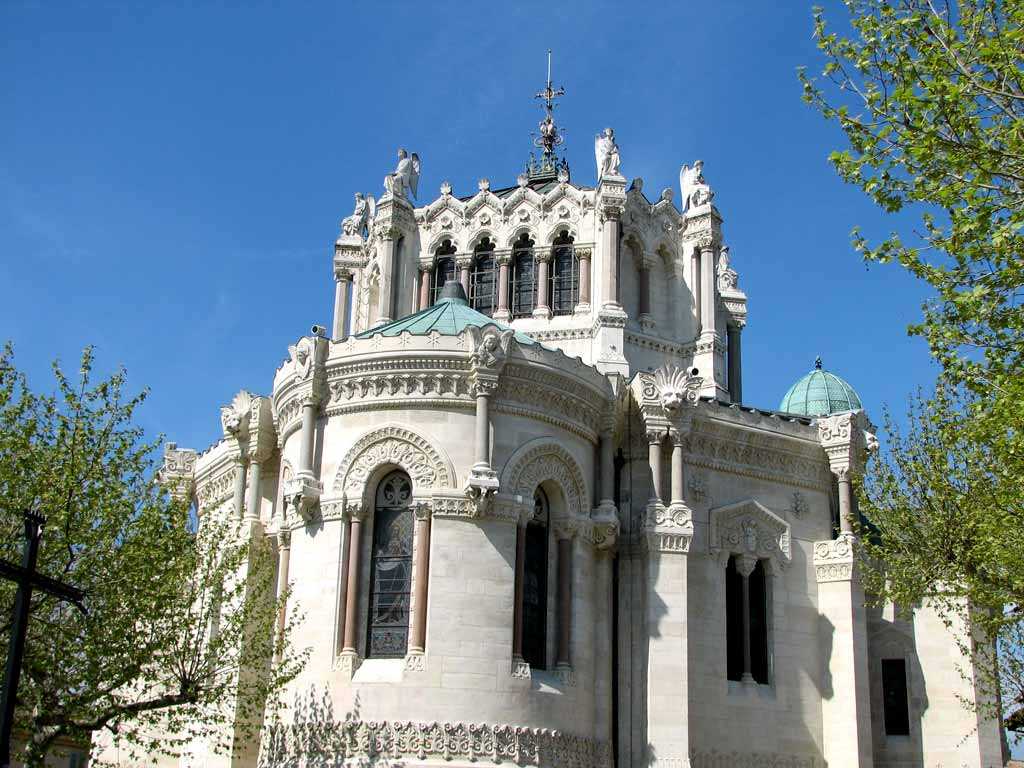
La basílica d'Ars-sur-Formans, on reposen les restes de sant Joan Baptista Maria Vianney, conegut com el "capellà d'Ars".

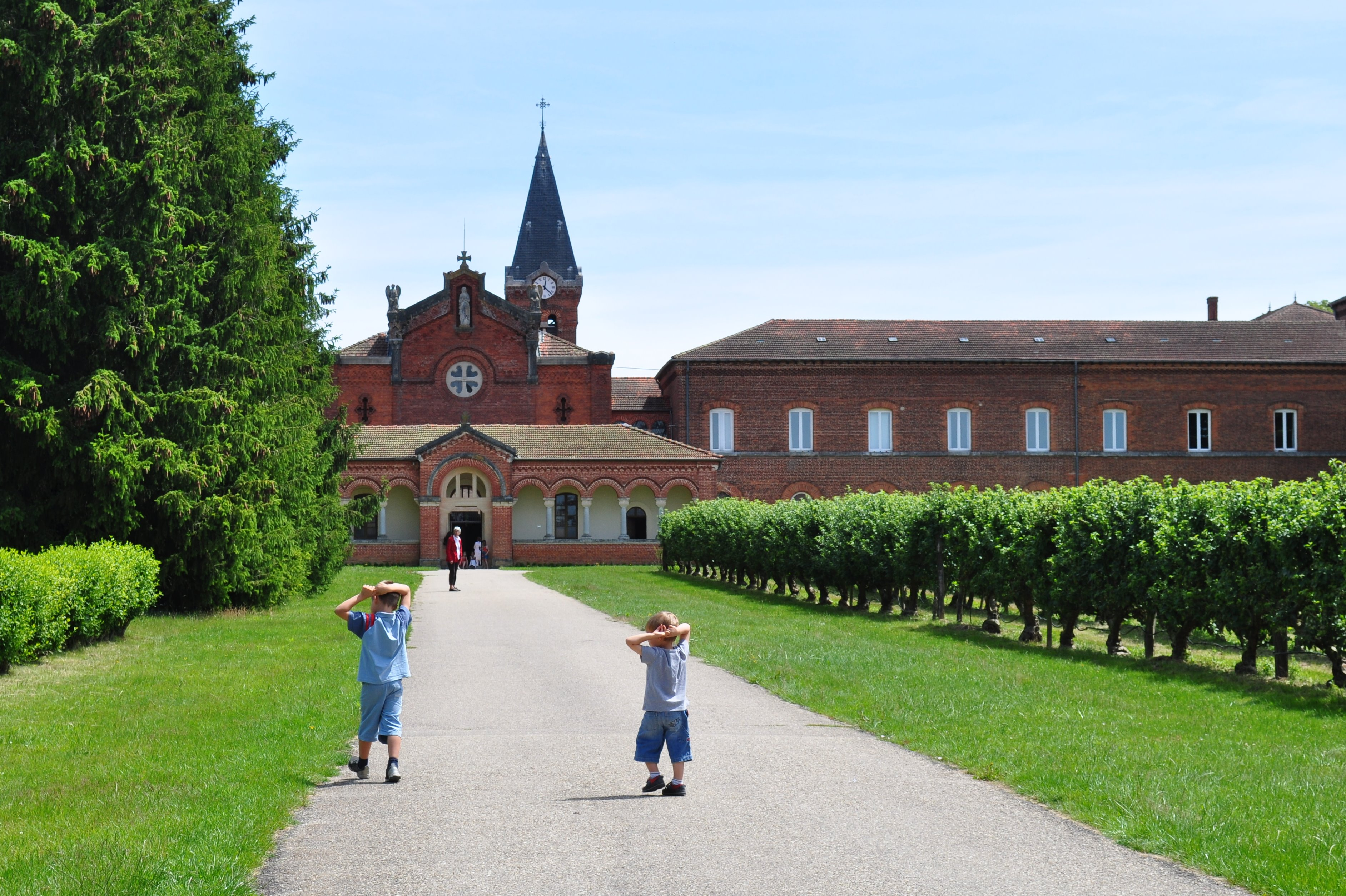
L'abadia trapenca de Notre-Dame-des-Dombes, fundada a la segona meitat del.

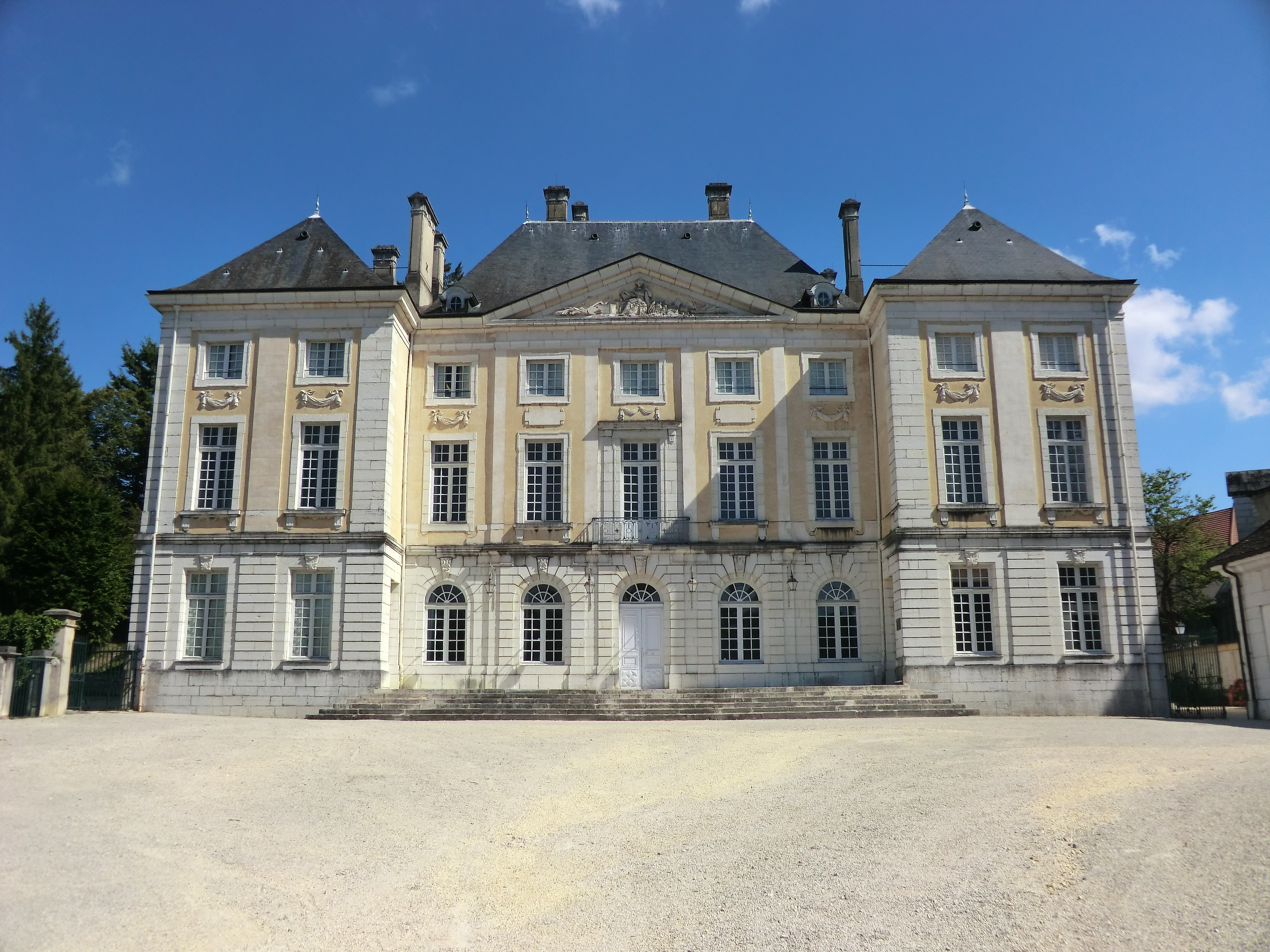
L'antic palau episcopal de Belley.

El bisbat de Belley-Ars (francès: Diocèse de Belley-Ars, llatí: Dioecesis Bellicensis-Arsensis) és una seu de l'Església Catòlica a França, sufragània de l'arquebisbat de Lió. Al 2012 tenia 354.600 batejats sobre una població de 584.000 habitants. Actualment està regida pel bisbe Pascal Roland.

## Territori
La diòcesi comprèn el departament francès de l'Ain.
La seu episcopal és la ciutat de Belley, on es troba la catedral de Sant Joan Baptista. El bisbe diocesà resideix a Bourg-en-Bresse, on es troba la cocatedral de Nostra Senyora.
El territori s'estén sobre 5.554 km² i està dividit en 340 parròquies, agrupades en 3 ardiaconats i 10 vicariats: Bourg-en-Bresse, Bresse, Revermont, Bugey meridional, alt Bugey, país de Gex i de la Michaille, plana de l'Ain, Côtière, val del Saône, Dombes.
A la diòcesi hi ha dos importants destins de pelegrinatge:
- Ars, on sant Joan Baptista Maria Vianney residí durant 40 anys, portant a terme el seu encàrrec parroquial; les seves restes mortals reposen a la basílica de Sant Sixt;
- Cuet, al municipi de Montrevel-en-Bresse, on va néixer sant Pierre-Louis-Marie Chanel, mort màrtir a Oceania.

## Història
La diòcesi de Belley, d'acord amb els antics catàlegs episcopals, està testificada per primera vegada a principis del segle v amb el bisbe Audace, encara que el primer bisbe històricament documentat és Vincenç, que va participar en el concili de París de 552. Per raons encara no clares des del punt de vista històric, es va convertir en diòcesi sufragània de l'arxidiòcesi de Besançon, encara que el seu territori no era contigu al de la resta de la província eclesiàstica.
El capítol de la catedral, instituït entre els segles IX i x, va ser inicialment un capítol secular, que es va aprovar en 1142, amb una butlla del papa Innocenci II, la regla de Sant Agustí, d'acord amb la que viurien fins a la segona meitat del segle xvi.
Des de l'inici del segle xi Belley era part dels dominis dels comtes de Savoia. Frederic Barbarroja, en oposició als Savoia, en 1175 va donar al bisbe de Belley el títol de príncep de l'imperi, garantint-li alguns drets de sobirania sobre la ciutat.
Abans de la revolució la diòcesi comprenia 112 parròquies, agrupades en 8 arxiprestats i distribuïdes entre el Bugey, la Savoia i el Delfinat. Llimitat per la diòcesi de Ginebra al nord-est, l'arxidiòcesi de Lió al nord-oest, de Viena del Delfinat al sud-oest i la diòcesi de Grenoble (des del 1779 la diòcesi de Chambéry) al sud-est.
Després del concordat i mitjançant la butlla Qui Christi Domini del Papa Pius VII del 29 de novembre de 1801 la seu va ser abolida. El seu territori va ser incorporat a les tres diòcesis veïnes: el Bugey va ser incorporat en el territori de l'arxidiòcesi de Lió, la part savoiana va acabar en la diòcesi de Chambéry i el Delfinat a la diòcesi de Grenoble.
Ja en 1817 es va planejar la restauració de la diòcesi de Belley, però el concordat que havia pres aquestes decisions no es va aprovar, i les seves decisions es va mantenir sense aplicar-se. La seu es va restablir 6 d'octubre de 1822, en virtut de la butlla Paternae charitatis del Papa Pius VII amb un territori molt més ampli del de l'antiga diòcesi. De fet, la nova diòcesi, corresponent al departament d'Ain i sufragània de Besançon, incorporà part de les antigues terres de l'arxidiòcesi de Lió (343 parròquies) i de les diòcesis de Ginebra (95 parròquies), de Mâcon (3 parròquies) i Saint-Claude (40 parròquies); les 49 parròquies restants pertanyien ja l'antic territori diocesà.
El primer bisbe-Alexandre Raymond Devie, es va enfrontar amb la reorganització de la nova diòcesi; entre les seves obres més importants estan l'establiment del seminari diocesà, inexistent a l'antic règim, i la reconstrucció de la catedral.
El 1949 la diòcesi va passar a formar part de la província eclesiàstica de l'arxidiòcesi de Lió.
L'1 de juliol de 1971, va cedir vuit parròquies a la mateixa arxidiòcesi de Lió.
El març de 1978 el bisbe va traslladar la seva residència i les oficines administratives de la diòcesi a Bourg-en-Bresse.
El 23 de gener de 1988 va assumir el seu nom actual en virtut del decret de Intra fines de la Congregació per als Bisbes.
El 20 d'agost de 1990, la col·legiata de Nostra Senyora de Bourg va ser elevada a la dignitat de cocatedral.

## Cronologia episcopal
- Audace † (inicis del segle v)
- Tarnisco †
- Migezio †[3]
- Vincenzo † (abans de 552 - després de 570)
- Evroldo †
- Claudio I †
- Felice † (abans de 585 - després de 589)
- Aquilino † (citat el 614)
- Fiorentino † (citat el 650)
- Ipodimio †
- Pracmazio †
- Berterio †
- Ansemondo † (citat el 722)
- Sant Ippolito † (abans de 755 - vers 776 mort)
- Gondoaldo †
- Agislo †
- Eulogio †
- Adoreperto †
- Ermonberto †
- Rodogerio †
- Ritfredo †
- Stefano I †
- Ringuino †
- Sigoldo †
- Adalbaldo † (abans de 887 - després de 899)
- Stefano II † (inicio del segle x)[4]
- Elisachar (o Elisiardo) † (abans de 915 - després de 927)
- Isacco †
- Gerolamo † (citat el 932)
- Erico (o Enrico) † (citat el 985)
- Desiderio †
- Eudes I † (abans de 995 - després de 1003)
- Herdulphe †
- Aimone di Savoia † (abans de 1028 - després de 1044)
- Gauceran † (abans de 1053 - després de 1072)
- Ponce † (abans de 1091 - després de 1115)
- Amicon † (citat el 1120 aproximadament)
- Ponce de Balmey, O.Carth. † (1121 - després de 1129 renuncià)
- Berlion † (citat el 1134)
- Nantellus †
- Bernard de Portes, O.Carth. † (? renuncià)
- Guillaume I † (abans de 1141 - després de 1160)
- Ponce de Thoire † (citat el 1162)
- Sant'Antelmo, O.Carth. † (18 de setembre de 1163 - 26 de juny de 1178 mort)
- Renaud, O.Carth. † (1178 - 30 de novembre de 1188 mort)
- Sant'Artaldo, O.Carth. † (1188 - 1190 renuncià)
- Eudes II † (1190 - ?)
- Bernard II de Thoire, O.Carth. † (abans de 1198 - 4 de març de 1207 mort)
- Benoit de Langres † (citat el 1208)
- Bernard III de Thoire-Villars † (1211 - 1212 renuncià)
- Boniface de Thoire-Villars † (1213 - 1218)
- Jean de Rotoire †
- Pierre de Saint-Cassin, O.Cist. †
- Bonifacio di Savoia, O.Carth. † (1232 - 17 de setembre de 1243 nomenat arquebisbe de Canterbury)
- Bernard IV † (citat el 1244)
- Pierre II †
- Thomas de Thorimbert † (citat el 1250)
- Giovanni da Piacenza † (abans de 1255 - després de 1269)
- Bernard V † (citat el 1272)
- Berlion D'Amisin † (abans de 1280 - després de 1282)
- Guillaume II
- Pierre de La Baume † (abans de 1285 - després de 1298)
- Jean de La Baume † (citat el 1308)
- Thomas II † (1308 - després de 1314)
- Jacques de Saint-André † (1325 - ? mort)
- Amédée d'Amasin † (8 de gener de 1349 - ? mort)
- Guillaume de Martel † (18 de gener de 1356 - 1368 mort)
- Edoardo di Savoia-Acaia, O.S.B. † (7 de maig de 1371 - 27 de novembre de 1375 nomenat bisbe de Sion)
- Nicolas de Bignes † (27 de novembre de 1375 - 19 d'abril de 1394 mort)
  - Aymon † (7 d'agost de 1394 - 1395 renuncià) (administrador apostòlic)
- Rodolphe de Bonet † (26 d'abril de 1395[5] - 1413 mort)
- Antoine Clément, O.F.M. † (1 d'abril de 1422 - ? renuncià)
- Guillaume Didier † (3 de desembre de 1427 - 17 de maig de 1437 nomenat bisbe de Vercelli)
- Aimerico Segaudi, C.R.S.A. † (18 de desembre de 1437 - 28 de novembre de 1438 nomenat bisbe de Mondovì)
- Percival de la Baume † (28 de novembre de 1438 - 1444)
- Pierre de Bolomier † (6 d'abril de 1444 - 1461 mort)
- Guillaume de Varax † (5 de gener de 1461 - 18 d'abril de 1462 nomenat bisbe de Lausana)
- Jean de Varax † (26 d'abril de 1462 - 1507 mort)
- Claude de Estavayer, O.Cist. † (24 de maig de 1507 - 28 de desembre de 1534 mort)
  - Philippe de la Chambre, O.S.B. † (8 de gener de 1535 - 24 de maig de 1538 renuncià) (administrador apostòlic)
- Antoine de la Chambre † (24 de maig de 1538 - 1575 mort)
- Jean-Godefroi Ginod † (27 d'abril de 1575 - 12 d'abril de 1604 mort)
  - Sede vacante (1604-1609)
- Jean-Pierre Camus † (25 de maig de 1609 - 1629 renuncià)
- Jean de Passelaigue, O.S.B.Clun. † (19 de novembre de 1629 - 12 d'agost de 1663 mort)
- Jean-Albert Belin, O.S.B.Clun. † (7 de desembre de 1665 - 29 d'abril de 1677 mort)
- Pierre du Laurens, O.S.B.Clun. † (7 de novembre de 1678 - 13 de gener de 1705 mort)
- François de Madot † (7 de setembre de 1705 - 16 de març de 1712 nomenat bisbe de Chalon)
- Jean du Doucet (Dousset) † (5 d'octubre de 1712 - 4 de febrer de 1745 mort)
- Jean-Antoine de Tinseau † (19 de juliol de 1745 - 19 de juliol de 1751 nomenat bisbe de Nevers)
- Gabriel Cortois de Quincey † (19 de juliol de 1751 - 14 de gener de 1791 mort)
  - Sede vacante (1791-1801)
  - Seu suprimida (1801-1822)
- Alexandre-Raymond Devie † (13 de gener de 1823 - 25 de juliol de 1852 mort)
- Georges-Claude-Louis-Pie Chalandon † (25 de juliol de 1852 - 4 de febrer de 1857 nomenat arquebisbe d'Ais)
- Pierre-Henri Gérault de Langalerie † (14 de febrer de 1857 - 30 de setembre de 1871 nomenat arquebisbe d'Auch)
- François-Marie-Benjamin Richard de la Vergne † (16 d'octubre de 1871 - 7 de maig de 1875 nomenat arquebisbe coadjutor de París)
- Jean-Joseph Marchal † (8 de juny de 1875 - 30 de gener de 1880 nomenat arquebisbe de Bourges)
- Pierre-Jean-Joseph Soubiranne † (30 de gener de 1880 - d'octubre de 1887 renuncià)
- Louis-Henri-Joseph Luçon † (8 de novembre de 1887 - 21 de febrer de 1906 nomenat arquebisbe de Reims)
- François-Auguste Labeuche † (13 de juliol de 1906 - 18 de març de 1910 mort)
- Adolph Manier † (13 d'abril de 1910 - 30 de juliol de 1929 mort)
- Virgile-Joseph Béguin † (15 de novembre de 1929 - 24 de desembre de 1934 nomenat arquebisbe d'Auch)
- Amédée-Marie-Alexis Maisonobe † (29 de maig de 1935 - 15 de novembre de 1954 mort)
- René-Fernand-Eugène Fourrey † (2 de juny de 1955 - 17 de maig de 1975 jubilat)
- René-Alexandre Dupanloup † (17 de maig de 1975 - 7 de novembre de 1986 renuncià)
- Guy Claude Bagnard (8 de juliol de 1987 - 15 de juny de 2012 jubilat)
- Pascal Roland, des del 15 de juny de 2012

## Estadístiques
A finals del 2012, la diòcesi tenia 354.600 batejats sobre una població de 584.000 persones, equivalent al 60,7% del total.
| any  | població | població | població | sacerdots | sacerdots       | sacerdots       | sacerdots             | diaques | religiosos | religiosos | parròquies |
| ---- | -------- | -------- | -------- | --------- | --------------- | --------------- | --------------------- | ------- | ---------- | ---------- | ---------- |
| any  | batejats | total    | %        | total     | clergat secular | clergat regular | batejats por sacerdot | diaques | homes      | dones      |            |
| 1950 | 290.000  | 306.864  | 94,5     | 460       | 402             | 58              | 630                   |         | 125        | 325        | 443        |
| 1959 | 290.000  | 312.003  | 92,9     | 472       | 387             | 85              | 614                   |         | 185        | 1.007      | 443        |
| 1969 | 290.000  | 365.831  | 79,3     | 412       | 347             | 65              | 703                   |         | 140        | 900        | 183        |
| 1980 | 290.700  | 377.400  | 77,0     | 324       | 269             | 55              | 897                   |         | 93         | 667        | 353        |
| 1990 | 369.000  | 430.000  | 85,8     | 284       | 229             | 55              | 1.299                 | 3       | 116        | 503        | 342        |
| 1999 | 350.000  | 510.000  | 68,6     | 231       | 196             | 35              | 1.515                 | 8       | 60         | 365        | 340        |
| 2000 | 350.000  | 515.186  | 67,9     | 234       | 194             | 40              | 1.495                 | 8       | 63         | 355        | 340        |
| 2001 | 350.000  | 515.270  | 67,9     | 241       | 193             | 48              | 1.452                 | 9       | 76         | 349        | 340        |
| 2002 | 350.000  | 515.270  | 67,9     | 211       | 188             | 23              | 1.658                 | 8       | 43         | 332        | 340        |
| 2003 | 350.000  | 515.270  | 67,9     | 204       | 184             | 20              | 1.715                 | 10      | 40         | 325        | 340        |
| 2004 | 350.000  | 515.270  | 67,9     | 197       | 180             | 17              | 1.776                 | 12      | 27         | 300        | 340        |
| 2006 | 350.000  | 515.278  | 67,9     | 199       | 180             | 19              | 1.758                 | 11      | 35         | 247        | 340        |
| 2012 | 354.600  | 584.000  | 60,7     | 192       | 180             | 12              | 1.846                 | 13      | 59         | 218        | 340        |